# Manuel Antonio
Manuel Antonio, född 3 november 1988, är en angolansk friidrottare. Han deltog vid olympiska sommarspelen 2012.